# Audla
Audla – wieś w Estonii, w prowincji Sarema, w gminie Laimjala.